# Alashankou
Alashankou (kinesiska: 阿拉山口, Ālāshānkǒu) är en stad på häradsnivå i  Kina. Den ligger i den autonoma regionen Xinjiang, i den nordvästra delen av landet, omkring 430 kilometer väster om regionhuvudstaden Ürümqi. Antalet invånare är 8 525. Befolkningen består av 3 014 kvinnor och 5 511 män. Barn under 15 år utgör 11,0 %, vuxna 15-64 år 87 %, och äldre över 65 år 0,00 %.
Runt Alashankou är det glesbefolkat, med 14 invånare per kvadratkilometer. Trakten runt Alashankou består i huvudsak av gräsmarker.
Genomsnittlig årsnederbörd är 375 millimeter. Den regnigaste månaden är juni, med i genomsnitt 58 mm nederbörd, och den torraste är februari, med 8 mm nederbörd.